# Hoàng Châu Ký
Hoàng Châu Ký (16 tháng 5 năm 1921 – 31 tháng 1 năm 2008) là nhà hoạt động văn hoá, nhà hoạt động cách mạng, nhà văn, nhà nghiên cứu sân khấu dân gian Việt Nam. Ông là hiệu trưởng đầu tiên của Trường Ca kịch dân tộc Việt Nam (nay là Đại học Sân khấu Điện ảnh Hà Nội), nguyên Tổng Thư ký Hội Nghệ sĩ sân khấu Việt Nam, nguyên Viện trưởng Viện Sân khấu - Bộ Văn hóa. Ông có nhiều đóng góp lớn trong việc nghiên cứu, bảo tồn, phát triển và truyền bá nghệ thuật tuồng.

## Cuộc đời
Hoàng Châu Ký sinh ngày 16 tháng 5 năm 1921 tại xã Cẩm Kim, thành phố Hội An, tỉnh Quảng Nam, trong một gia đình khá giả. Ông tham gia cách mạng ngay từ năm 16 tuổi. Năm 1942, ông được kết nạp vào Đảng Cộng sản Đông Dương. Năm 1944, ông bị chính quyền Nhật bắt rồi giam ở Nhà tù Hoả Lò, sau đó ông vượt ngục về Quảng Nam. Năm 1945, ông là Trưởng ban bạo động cướp chính quyền tại khu mỏ Nông Sơn. Sau đó ông làm bí thư các huyện Quế Sơn, Tiên Phước, đặc khu Hoàng Văn Thụ... Từ những năm 1950, ông làm Phó trưởng ban Tuyên huấn tỉnh Quảng Nam về văn hóa - giáo dục, Ủy viên Thường vụ Chi hội Văn nghệ phía Nam và tổng biên tập báo Hừng Đông và báo Dân tộc. Từ đây hoạt động của ông bắt đầu nghiêng về lĩnh vực văn hoá nghệ thuật.
Năm 1952, ông được giao nhiệm vụ thành lập Đoàn tuồng liên khu V. Đoàn đã quy tụ nhiều nghệ sĩ tài hoa như Đội Tảo (Nguyễn Nho Tuý), Phó Sơn, Sáu Lai, Ngô Thị Liễu... Từ công tác chính trị, ông đã trở thành nhà nghiên cứu tuồng.
Năm 1954, ông tập kết ra Bắc, làm Trưởng phòng văn hóa quần chúng của Bộ Văn hoá, sau đó ông cùng Thế Lữ phụ trách Ban Nghiên cứu nghệ thuật sân khấu. Năm 1957, ông trở thành Tổng thư ký đầu tiên của Hội nghệ sĩ sân khấu Việt Nam và đảm nhiệm chức vụ này đến năm 1983. Năm 1959, ông xây dựng Trường nghệ thuật sân khấu và là Hiệu trưởng đầu tiên của trường. Ông đã sáng tác hơn 20 vở tuồng như Ông Ích Khiêm, Nguỵễn Huệ, Quang Trung, Vua Duy Tân, Trưng Nữ vương, Nguyễn Duy Hiệu, Cao Doãn, Thái tử Câu La Na, Trần Quý Cáp, cải biên, chỉnh lý nhiều vở tuồng cổ như Nghêu, Sò, Ốc, Hến, Ngọn lửa Hồng Sơn, Sơn Hậu. Ông còn xuất bản nhiều sách nghiên cứu về tuồng trong đó có cuốn Sơ khảo lịch sử nghệ thuật tuồng (1973).
Năm 1975, ông lập trường Trung cấp Nghiệp vụ văn hóa miền Trung ở Đà Nẵng. Năm 1980, ông trở thành Viện trưởng Viện sân khấu - Bộ Văn hoá Thông tin. Năm 1992, ông về hưu và thành lập Hội Bảo trợ tuồng ở Đà Nẵng. Sau khi về hưu, ông vẫn tiếp tục có nhiều nghiên cứu về nghệ thuật tuồng. Ông còn là hội viên Hội Nhà văn Việt Nam, Phó Chủ tịch Ủy ban Mặt Trận Tổ Quốc Thành phố Đà Nẵng.
Hoàng Châu Ký được phong học hàm Giáo sư năm 1984. Năm 2001, ông được tặng Giải thưởng Nhà nước. Năm 2022, ông được truy tặng Giải thưởng Hồ Chí Minh về Văn học Nghệ thuật với cụm tác phẩm Sách: Tuồng cổ; kịch bản sân khấu: Thanh gươm chủ chiến; kịch bản sân khấu: Trần Quý Cáp. 
Ông là cha của nữ nhà thơ Ý Nhi. Con rể ông, giáo sư Nguyễn Lộc, cũng là một nhà nghiên cứu về tuồng.
Giáo sư Hoàng Châu Ký qua đời ngày 31 tháng 1 năm 2008 tại Thành phố Đà Nẵng, hưởng thọ 87 tuổi.

## Tặng thưởng
- Huân chương Kháng chiến hạng nhất
- Huân chương Độc lập hạng nhì
- Huy hiệu 65 năm tuổi Đảng
- Giải thưởng Nhà nước về văn học nghệ thuật.
- Giải thưởng Hồ Chí Minh về văn học nghệ thuật.

## Tác phẩm

### Tuồng
- Ông Ích Khiêm
- Quang Trung
- Vua Duy Tân
- Hai Bà Trưng khởi nghĩa
- Nguyễn Duy Hiệu
- Cao Doãn
- Thái tử Câu Na La
- Trần Quý Cáp
- Đường về Vụ Quang
- Lại sáng màu cờ (Khi công diễn đổi thành Quay súng trở về)
- Le Cide
- Thị Kính Thị Mầu

Ông còn cải biên, chỉnh lý cho nhiều vở tuồng cổ như:
- Nghêu, Sò, Ốc, Hến: làm chung với Tống Phước Phổ, chuyển thể từ tích truyện cổ, một trong những vở tuồng đồ nổi tiếng nhất.
- Ngọn lửa Hồng Sơn
- Sơn Hậu
- Ngoại tổ dâng đầu
- Đông Lộ Địch...

### Sách
- Sơ khảo lịch sử nghệ thuật tuồng (1973)
- Tuồng cổ (1978)
- Nghệ thuật biên kịch tuồng
- Nghệ thuật biểu diễn tuồng
- Nghệ thuật tuồng cung đình
- Giá trị của vở tuồng Nghêu Sò Ốc Hến
- Tuồng Quảng Nam
- Từ điển nghệ thuật hát bội Việt Nam (đồng tác giả: Nguyễn Lộc)
- Chủ biên Tổng tập Văn hóa Việt Nam.